# UFC Fight Night: Stevenson vs. Guillard
UFC Fight Night: Stevenson vs. Guillard（ユーエフシー・ファイトナイト：スティーブンソン・ヴァーサス・ギラード、別名UFC Fight Night 9）は、アメリカ合衆国の総合格闘技団体「UFC」の大会の一つ。2007年4月5日、ネバダ州ラスベガスのザ・パールで開催された。
本大会ではサブタイトルの通り、ジョー・スティーブンソンとメルヴィン・ギラードのライト級戦がメインイベントとして行われた。なお、大会はSpikeにより全米およびカナダへ無料放送された。

## 大会概要
本大会では、チアゴ・タバレス、小谷直之、ホアン・"ジュカオン"・カルネイロ、ジャスティン・マッコーリーがUFCに初参戦。
メインイベントでは、ジョー・スティーブンソンがメルヴィン・ギラードに一本勝ち。また、元PRIDEヘビー級王者アントニオ・ホドリゴ・ノゲイラがリングサイドにてダナ・ホワイト社長とともに大会を観戦。
第8試合はフランク・ミアの負傷欠場により、ジャスティン・マッコーリーが出場した。

## 試合結果

### プレリミナリィカード
第1試合 ライト級 5分3R
○  チアゴ・タバレス vs.  小谷直之 ×
3R終了 判定3-0（30-27、30-27、30-27）
第2試合 ウェルター級 5分3R
○  ホアン・"ジュカオン"・カルネイロ vs.  リッチ・クレメンティ ×
3R終了 判定3-0（30-27、30-27、30-27）
第3試合 ウェルター級 5分3R
○  弘中邦佳 vs.  フォレスト・ペッツ ×
3R終了 判定3-0（30-27、30-27、29-28）
第4試合 ライト級 5分3R
○  カート・ペレグリーノ vs.  ネイト・モーア ×
1R 2:58 アキレス腱固め
第5試合 ウェルター級 5分3R
○  ドリュー・フィケット vs.  中村K太郎 ×
3R終了 判定3-0（30-26、29-26、29-26）
第6試合 ライトヘビー級 5分3R
○  ウィウソン・ゴヴェイア vs.  セス・ペトルゼリ ×
2R 0:39 フロントチョーク

### メインカード
第7試合 ライト級 5分3R
○  ケニー・フロリアン vs.  三島☆ド根性ノ助 ×
3R 3:57 チョークスリーパー
第8試合 ヘビー級 5分3R
○  ジャスティン・マッコーリー vs.  アントニー・ハードンク ×
3R終了 判定3-0（30-27、30-27、30-27）
第9試合 ライト級 5分3R
○  ジョー・スティーブンソン vs.  メルヴィン・ギラード ×
1R 0:27 フロントチョーク

### 各賞
ファイト・オブ・ザ・ナイト： ケニー・フロリアン vs. 三島☆ド根性ノ助
ノックアウト・オブ・ザ・ナイト： 該当者なし
サブミッション・オブ・ザ・ナイト： ジョー・スティーブンソン、カート・ペレグリーノ